# Alexandre Descatoire
Alexandre Descatoire, nacido en 1874 en Douai y fallecido en 1949 en Marquette-lez-Lille, fue un escultor francés. Miembro de la Academia Francesa.

## Datos biográficos
Fue discípulo de André-Adolphe-Louis Laoust.
Gran parte de su obra está dedicada a los soldados de la Primera Guerra Mundial .
Obtuvo el segundo Gran Premio de Roma en 1902 y se convirtió en miembro de la Academia de Bellas Artes en 1939.

## Obras
Entre las mejores y más conocidas obras de Alexandre Descatoire se incluyen las siguientes:
- La Jeunesse - La joven (uno de la estatua de oro de la Palais de Chaillot comisionado para la Exposición de 1937)[2]
- Monument "Au Pigeon voyageur " - Monumento a "La Paloma " , en Lille (en colaboración con el arquitecto Jacques Alleman )

- Statue de Gustave Dron -Estatua de Gustave Dron en Tourcoing

- Le Soldat du Droit - El soldado del Droit ( osario de Douaumont)[3]
- Memorial de la Guerra de Roubaix
- Memorial de la Guerra de Douai
- Memorial de la Guerra de Créteil
- La Mort d'Abel - La muerte de Abel ( Museo de la Cartuja de Douai )
- Ulysse naufragé - Odiseo naufragó (Museo de la Cartuja)
- Le Retour du poilu El retorno del oso[4]